# جيش خالد بن الوليد
جيش خالد بن الوليد هي جماعة سلفية جهادية مسلحة تنشط في جنوب سوريا. وقد تم تشكيلها عن طريق اندماج لواء شهداء اليرموك، حركة المثنى الإسلامية، و‌جيش الجهاد، جميعها مرتبطة بتنظيم الدولة الإسلامية، في 21 مايو 2016. يسيطر الفصيل على قطاع من الأراضي جنوب شرق مرتفعات الجولان وهو في نزاع مع فصائل المعارضة السورية.

## الآيديولوجيا
يفرض جيش خالد بن الوليد شكلًا صارمًا من الشريعة الإسلامية. في الجيب الصغير الذي تسيطر عليه الجماعة، أرغم مقاتلوه النساء على ارتداء النقاب والرجال لارتداء سراويل فضفاضة ولزيادة طول الشعر واللحى. ومنذ 2016، أعدمت الجماعة أكثر من 20 شخصًا، معظمهم في بلدة الشجرة بقطع رأسهم بالسيف. كما قامت الجماعة بحبس المدخنين في أقفاص وبتر أيدي الأشخاص بتهمه السرقة.

## تاريخ
سميت الجماعة على اسم خالد بن الوليد، الذي قاد جيوش المسلمين في معركة اليرموك سنة 636 ح.ع.، التي ألحقت هزيمة ثقيلة بالجيش البيزنطي وأدت إلى الفتح الإسلامي للشام.
تاريخ الوثيقة التي تعلن إنشاء الجماعة هو 14 شعبان 1437، الموافق للسبت 21 مايو 2016 ووقع عليها أبو هاشم الشامي (المعروف ايضًا باسم أبو هاشم الحموي)، أمير الجماعة.
بتاريخ 14 أغسطس 2016، شن جيش خالد بن الوليد هجومًا كبيرًا على منطقة حوض اليرموك التي كانت تحت سيطرة جيش الفتح؛ بيد أنه على الرغم من القتال العنيف والخسائر التي تكبدها كلا الجانبين، لم يحرز مقاتلو داعش أي تقدم.
في نوفمبر 2016، ذكر وزير الدفاع الإسرائيلي السابق موشيه يعالون أن جيش خالد بن الوليد اعتذر عن تبادل إطلاق النار مرة واحدة مع وحدة تابعة لجيش الدفاع الإسرائيلي متمركزة في مرتفعات الجولان المحتلة. وفقًا لما ذكره أيمن جواد التميمي، فإن الاعتذار المبلغ عنه «يعتبر سوء فهم».
شنت الجماعة هجومًا آخر ضد المتمردين في فبراير 2017.